# Walther Hermann Nernst
Walther Hermann Nernst (Briesen, Porosz Királyság, 1864. június 25. – Zibelle, 1941. november 18.) német fizikokémikus. A modern fizikai kémia úttörő egyénisége volt, elektro-, termo- és fotokémiai kutatásaival nagyban hozzájárult a vegyészet fejlődéséhez. Termokémiai kutatási eredményeiért 1920-ban a kémiai Nobel-díj kitüntetettje lett.

## Élete
A kelet-poroszországi Briesenben (ma Wąbrzeźno, Lengyelország) született polgári családban, Gustav Nernst kerületi bíró fiaként. A középiskolát a közeli Graudentz (ma Grudziądz) városában végezte el. Előbb a Zürichben, majd a Berlini Egyetemen, s végül Grazban tanult fizikát és matematikát Ludwig Eduard Boltzmanntól és Albert von Ettingshausentől. Felsőfokú tanulmányait végül a würzburgi egyetemen fejezte be 1887-ben Friedrich Kohlrausch mentori irányításával. Nernst doktori disszertációjának tárgya a mágnesség hatására fellépő elektromotoros erő volt.
Ezt követően Wilhelm Ostwald asszisztenseként dolgozott a Lipcsei Egyetem kémiai laboratóriumában, ahol közelebbi ismeretséget köthetett a kor nagy vegyészeivel, Jacobus Henricus van ’t Hoff-fal és Svante August Arrheniusszal. Ebben az időszakban írta meg átfogó elméleti kémiai kézikönyvét, amely 1893-ban jelent meg először, de később még több kiadást megért németül és más nyelveken is. 1894-ben három felkérést is kapott, s a müncheni és a berlini egyetemek fizikai katedrája helyett a Göttingeni Egyetem fizikaikémia-professzori kinevezését fogadta el. Még ugyanebben az évben megalapította az egyetem Fizikai Kémiai és Elektrokémiai Intézetét (Institut für Physikalische Chemie und Besonders Elektrochemie), amelynek igazgatója is lett. 1905-től a berlini egyetem fizikai kémiai katedráján tanított, 1924–1933 között pedig az egyetem Fizikai Kémiai Intézetének (Physikalisch-Chemische Institut) igazgatója lett. A nácik 1933. évi hatalomra kerülését követően visszavonult az oktatástól, a tudományos élettől, és vidéki otthonában élt.
1899-ben munkássága elismeréseképpen a Magyar Tudományos Akadémia tiszteleti tagjává választotta. A termokémia területén elért munkásságáért 1920-ban kémiai Nobel-díjjal tüntették ki, amit csak 1921-ben vett át. Hetvenhét éves korában halt meg zibellei otthonában (ma Niwica, Lengyelország).
Nernst 1892-ben kötött házasságot Emma Lohmeyerrel, frigyükből két fiú- és három leánygyermek született. Mindkét fiuk elesett az első világháborúban.

## Életműve
Nernst pályája korai szakaszában elektrokémiai kutatásokat végzett, főként az oldószer és a diffúzió szerepét vizsgálta az oldódásban, illetve a heterogén reakciók sebességében. 1889-ben bevezette az oldhatósági szorzat fogalmát, azaz az oldott anyag különféle ionjainak koncentrációjával kifejezett állandót, valamint az elektródpotenciál és a kémiai változók közötti összefüggést levezető Nernst-egyenletet. Értelmezte a galváncellákban lezajló folyamatokat, felismerte a hidrogéntúlfeszültséget, az elektrolitok oldatain végzett vizsgálatainak eredményeként pedig megalkotta az elektrolitikus disszociáció elméletét. 1903-ban javaslatot tett az állandó pH-értéket biztosító pufferoldatok – gyenge savak és sóik oldatának – alkalmazására.
1900 körül kezdett foglalkozni termokémiával, a magas hőmérsékleten lezajló gázreakciók törvényszerűségeinek vizsgálatával. 1905–1906-ban dolgozta ki és fogalmazta meg a később a termodinamika harmadik főtételévé váló, alapvető jelentőségű hőelméletét, amely kimondja, hogy az entrópia az abszolút nulla fokhoz közelítve maga is nullához tart, azaz abszolút nulla fokon minden termodinamikai egyensúlyban lévő rendszer entrópiája nullával egyenlő. 1910–1911 között igazolta Albert Einstein 1906-ban kidolgozott, a szilárd testekre vonatkozó fajhőelméletét.
1918-ban kvantumelméleti alapon vizsgálta a hidrogén–klór gázreakciót, és megállapította, hogy a láncreakciót fény hatására keletkező szabad klóratomok indítják el.
Nernst több találmányát szabadalmaztatta. 1897-ben kikísérletezett egy kerámiafoglalatú elektromos világítótestet, az ún. Nernst-lámpát, amelyben cirkónium-dioxidból és ittrium-oxidból álló, egy platina fűtőtest hevítette vékony csövek világítottak. Találmányával kisebb vagyonra tett szert, de a fémszálas tantál- és volfrámizzók feltalálása keresztbehúzta számításait, és a Nernst-lámpa nem terjedhetett el. További találmányai között tartanak számon egy rádióerősítővel működő gépzongorát, amely azonban nem lett tett szert népszerűségre a zenészek körében.

### Főbb művei
- Theoretische Chemie vom Standpunkte der Avogadroschen Regel und der Thermodynamik, Stuttgart, Enke, 1893
- Einführung in die mathematische Behandlung der Naturwissenschaften: Kurzgefasstes Lehrbuch der Differential- und Integralrechnung, mit besonderer Berücksichtigung der Chemie, München, Wolff, 1898 (Arthur Moritz Schönfliesszel)
- Die theoretischen und experimentellen Grundlagen des neuen Wärmesätzes, Halle, Knapp, 1917
- Das Weltgebäude im Lichte der neueren Forschung, Berlin, Springer, 1921